# ستوكبيرغ
ستوكبيرغ (بالإنجليزية: Stockberg)‏ هو أحد جبال سلسلة جبال الألب أبينزيل ويقع في كانتون سانت غالن في سويسرا. يحتل المرتبة رقم 400 في قائمة جبال سويسرا من حيث الارتفاع، إذ يبلغ ارتفاعه حوالي 1782 متر، بينما يبلغ ارتفاع نتوء الجبل 302 متر.